# Тартуська область
Та́ртуська о́бласть (ест. Tartu oblast, рос. Тартуская область) — адміністративно-територіальна одиниця Естонської РСР з 10 травня 1952 до 28 квітня 1953 року.

## Географічні дані
Тартуська область розташовувалася в південно-східній частинах Естонії, примикаючи до Чудсько-Псковського озера.
Площа області складала 13870 км2.
Адміністративний центр — місто Тарту.

## Історія

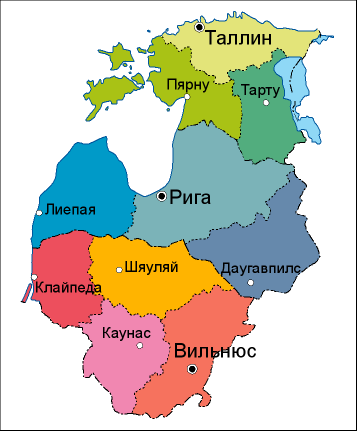
Обласний поділ радянських республік Прибалтики

3 травня 1952 року Президія Верховної Ради Естонської РСР видала Указ про поділ республіки на три області: Пярнуську, Талліннську й Тартуську. 10 травня 1952 року це рішення затвердила Президія Верховної Ради СРСР.
Рік потому експеримент із запровадження обласного поділу був визнаний невдалим. 25 квітня 1953 року вирішено області в Естонській РСР скасувати і відновити систему республіканського підпорядкування районів і міст. 28 квітня 1953 року представлення Президії Верховної Ради Естонської РСР про скасування областей затвердила Президія Верховної Ради СРСР.

## Адміністративний поділ
До складу області входили місто обласного підпорядкування Тарту та 13 сільських районів.
| - Антсласький - Валґаський - Вастселійнаський - Вируський - Йиґеваський | - Калластеський - Муствееський - Отепяський - Пилваський - Пилтсамааський | - Ряпінаський - Тартуський - Елваський |

## Керівництво області
Перший секретар обласного комітету КП(б)Е — КПЕ
- 1952—1953  Айо Генріх Янович (Heinrich Jaani p. Ajo), одночасно член виконкому Тартуської обласної Ради депутатів трудящих.[6][7]

Голова виконкому обласної Ради депутатів трудящих
- 17.06.1952—1953  Мейель Рудольф Якобович (Rudolf Jakobi p. Meiel)[6][8]